# William James Herschel
Ne doit pas être confondu avec William Herschel.
Pour les articles homonymes, voir Herschel.
William James Herschel, 2e baronnet de Collingwood (Slough, 9 janvier 1833 - Hawkhurst, Kent, 24 octobre 1917) est un officier britannique des Indes Britanniques. Il est connu pour avoir été le premier à utiliser les empreintes digitales à des fins d'identification,,.

## Biographie
William James Herschel est né à Slough dans le Buckinghamshire (aujourd'hui Berkshire). Il est le fils de John Herschel et le petit-fils de William Herschel, tous deux astronomes. Il grandit à Warfield dans le Berkshire.
En 1864, Herschel épouse Anna Emma Hardcastle Haldane.

## Pionnier de l'utilisation des empreintes digitales à fin d'identification
Alors qu'il est officier au Bengale, en Inde, Herschel se rend compte de l'intérêt des empreintes digitales à fin d'identification (c'est la dactyloscopie ; l'étude des empreintes palmaires est la chiroscopie). Après avoir relevé et étudié sur une longue période ses propres empreintes ainsi que celles de plusieurs autres personnes, il en arrive à la conclusion que ces traces sont persistantes et propres à chaque individu. Il est le premier Européen à utiliser ces marques de manière concrète, et c'est vers 1850 qu'il commence à faire apposer des empreintes digitales en guise de signature sur des contrats.

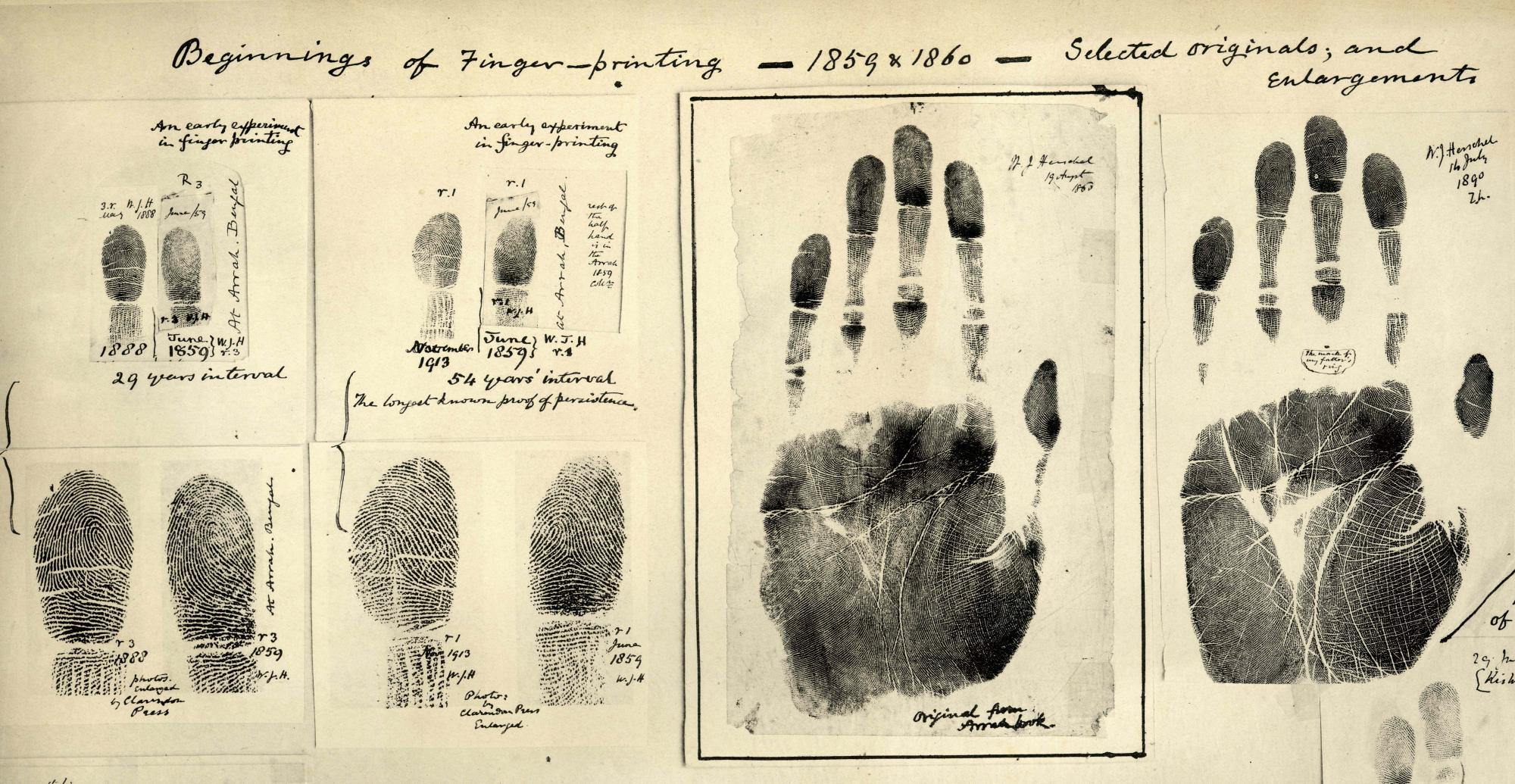
Empreintes digitales relevées par William James Herschel.

En 1858, Herschel fait relever comme signature toute l'empreinte palmaire. Il réagit à la révolte des cipayes, déclenchée un an auparavant, et qui a placé le Bengale sous le contrôle direct de la couronne d'Angleterre (le Raj britannique), mettant fin au contrôle de la Compagnie anglaise des Indes orientales. Rajyadhar Konai, un homme d'affaires local, est ainsi l'une des premières personnes dont l'identification a été assurée par ce procédé.

## Œuvre
- (en) William James Herschel, The Origin of Finger-Printing, Londres, Oxford University Press, 1916, 41 pages. – En ligne sur Internet Archive.